# Ротрекл, Зденек
Зденек Ротрекл (чеш. Zdeněk Rotrekl, 1 октября 1920, Брно, Чехословакия — 9 июня 2013, там же) — чешский и чехословацкий католический поэт, историк литературы и прозаик. За свою деятельность и религиозные убеждения он подвергался преследованиям во время коммунистического периода в истории Чехословакии (с 1948 по 1989 год), так он 13 лет провёл в заключении. Коммунистические власти также более 40 лет запрещали его работы. Пражская ежедневная англоязычная газета Prague Daily Monitor назвала его «одним из самых выдающихся представителей католического течения в чешской поэзии второй половины XX века».
Ротрекл родился в 1920 году в городе Брно (Чехословакия). Его первый полный том стихов был опубликован, когда ему было всего 20 лет. После окончания Второй мировой войны Ротрекл поступил на факультет искусств Масарикова университет в Брно, где изучал санскрит, историю и искусствоведение. Однако он был исключён из университета после чехословацкого государственного переворота 1948 года за поддержку идей демократии. До 1948 года Ротрекл успел опубликовать три сборника своих стихов.
После исключения из университета Ротрекл был приговорён к смертной казни на показательном процессе 1949 года. Впоследствии его приговор был заменён пожизненным заключением, в конечном итоге он провёл 13 лет в тюрьме.
После своего освобождения Ротрекл трудился рабочим. На протяжении 40 лет власти Чехословакии запрещали ему публиковать свои произведения (с 1948 по 1989 год). Ротрекл делал это только через самиздат, распространяя свои работа через связи среди диссидентов.
Ему удалось закончить университет в конце 1960-х годов и устроиться на работу журналистом в журнал Obroda. Ротрекл был уволен оттуда после вторжения сил стран Варшавского договора в Чехословакию, которое положило конец Пражской весне. На протяжении 1970-х и 1980-х годов он продолжал находиться в чёрных списках чехословацких властей.
После падения коммунистического режима в стране Ротрекл получил признание. В 1994 году он стал почётным гражданином города Брно. В 1995 году президент Чехии Вацлав Гавел наградил его орденом Томаша Гаррига Масарика. В 2001 году Ротрекл был удостоен премии Ярослава Сейферта, чешской литературной награды.
Зденек Ротрекл умер 9 июня 2013 года в Брно, в возрасте 92 лет. Церемония прощания прошла в церкви Святого Фомы в Брно 15 июня. Похоронен на центральном кладбище Брно.